# شاپرک پیندی
شاپرک پیندی (نام علمی: Abantiades latipennis) گونه‌ای شاپرک است که در خانواده شاپرک‌های شبح قرار دارد. شاپرک پیندی در استرالیا زندگی می‌کند. این شاپرک در هر بار تخم ریزی ۱۰/۰۰۰ تخم می‌گذارد.